# Navajeda
Navajeda es una localidad española del municipio de Entrambasaguas, en Cantabria. En el año 2023 contaba con una población de 699 habitantes (INE). La localidad se encuentra a 52 metros de altitud sobre el nivel del mar, y a 2 kilómetros de la capital municipal, Entrambasaguas.
El nombre Navajeda quizá provenga de "Navajuela" o "Nava bajera", como consta en algunos documentos medievales. No tiene ninguna relación con las navajas, a pesar de lo que vulgarmente pueda pensarse. Cabe destacar que en este pueblo hay un grupo de danzantes que mantienen una tradicional danza de palos en honor del patrono, ataviados con indumentaria característica para la ocasión. El patrón de la localidad es San Mamés cuya festividad se celebra el 7 de agosto, y San Mamesín el 8 de agosto. También existe una hermandad religiosa que data del siglo XV.
La iglesia de San Mamés construida en el siglo XVII, se caracteriza por ser de tipo columnaria de planta de salón. La nave central se cubre en sus dos primeros tramos con bóvedas de terceletes, ligaduras y combados, de estilo renacentista. La cabecera del templo es abierta y posee un gran arco triunfal de medio punto que aloja el magnífico retablo mayor dedicado al santo titular del templo.
El palacio de los Cobo de la Torre fue construido en 1742 por el maestro de cantería Andrés Julián de Mazarrasa a petición de José Manuel Cobo de la Torre y Gutiérrez de la Concha y su esposa Antonia Ballastra y Heras. Es un palacio de estilo barroco, constituido por una torre, una casa principal y una pequeña capilla. Todo ello esta completamente rodeado por un prominente muro. En uno de los ángulos de la torre, vemos un escudo con las armas del apellido Cobo. En el otro ángulo hay también un escudo con los mismos adornos exteriores y con las armas de Ballastra.